# Besucherzentrum Pearling Site
Das Besucherzentrum Pearling Site in Al-Muharraq bildet den Eingang zur Kulturstätte und wurde 2019 von Valerio Olgiati entworfen.

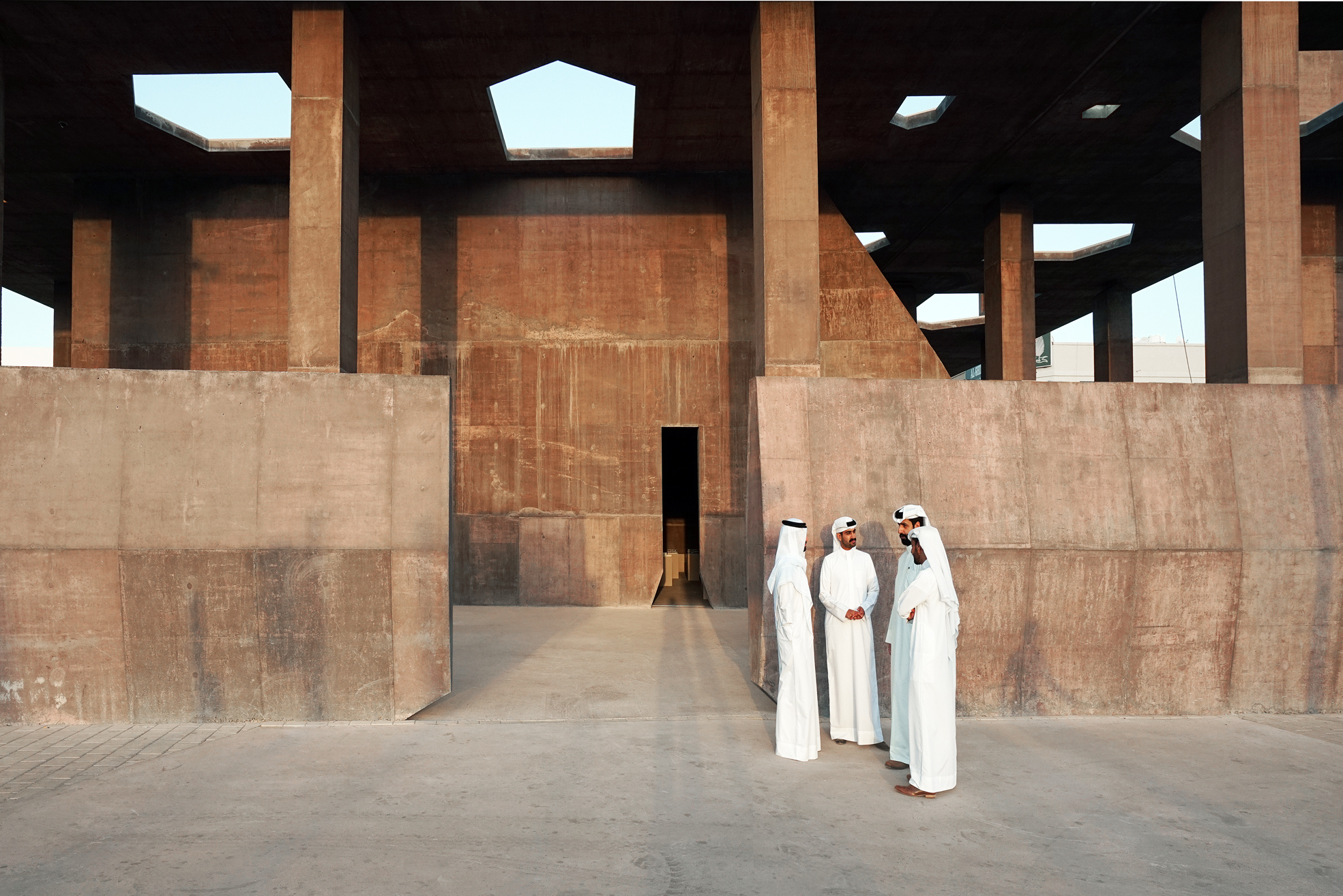
Besucherzentrum Pearling Site

Drei Austernbänke, ein Küstenabschnitt und neun Gebäudegruppen bilden in der Hafenstadt Muharraq im Königreich Bahrain den Pfad der Perlenfischer, der seit 2012 zum UNESCO-Welterbe gehört und die Geschichte des Perlenhandels in der Golfregion nacherzählt. Den Auftakt zum Perlenfischerpfad, der die verschiedenen Stätten miteinander verbindet, bildet das Besucherzentrum von Valerio Olgiati, das zwischen 2016 und 2019 errichtet wurde. In der dichten Stadtstruktur ist es ein urbanes Gefüge, dessen Grundfläche einem öffentlichen Park entspricht. Die Ausgrabungsstätte wird von einem Dach geschützt. Getragen wird es von Stützen und einem Museum, das das kulturelle Erbe der Perlenfischerei als Zeugnis einer Inselökonomie festhaltet. Der Beton ist rot-braun eingefärbt. Die Ruinen eines historischen Bauwerks sind ummauert. Mitarbeiter von Olgiati waren Sofia Albrigo (PL) und Anthony Bonnici. Das Museum wurde von Mikael Olsson und Iwan Baan fotografiert und 2019 als Teil der Wiederbelebung von Al-Muharraq mit dem Aga Khan Award for Architecture ausgezeichnet. 2021 wurde das Besucherzentrum im Bahrain Pavillon auf der Architekturbiennale Venedig gezeigt. Die Schweizer Architekturzeitschrift archithese 2022 widmete der zeitgenössischen Architektur Bahrains eine eigene Ausgabe. In der 2023 erschienenen Monographie Built. By Valerio Olgiati. im Park Books Verlag und in der 2018 erschienenen Monographie Valerio Olgiati. Projects 2009–2017. im  Simonett & Baer Verlag ist das Bauwerk veröffentlicht. Neben Olgiatis Besucherzentrum hat Christian Kerez vier experimentelle Parkhäuser, Anne Holtrop ein Postamt und ein Kunstarchiv, Leopold Banchini und Noura Al Sayeh Holtrop einen Ausstellungsbau und eine Textilmanufaktur und Kersten Geers und David Van Severen mehrere Plätze zusammen mit Bas Smets entlang des Pearling Path und ein Kulturzentrum errichtet.